# 組氨酸標籤
組氨酸標籤（英語：Polyhistidine-tag，或 hexa histidine-tag, 6xHis-tag, His6 tag）是由連續六個以上的組氨酸所組合而成的一段氨基酸序列。最初為Roche公司發明，帶有組氨酸標籤的质粒則為Qiagen所有，由於原始的專利保護已經過期，故不論學術或商業皆可免費使用。一般而言，科學家藉由基因工程將此標籤放置於重組蛋白質的N端、C端或兩端。

## 應用

### 蛋白質純化
以大腸桿菌或其他原核生物表現的重組蛋白會累積在細胞質中，為了取得重組蛋白，以物理性的方式如高壓，或生物性的方式如溶菌酶，或兩種方式合併使用去破壞細胞膜，使得重組蛋白懸浮於緩衝溶液中。此時要將重組蛋白從許許多多細菌的蛋白質中分離出來並不容易，但若重組蛋白帶有組氨酸標籤，則利用親和性層析即可有效的進行純化。 
市面上常見的組氨酸標籤親和性層析法，是利用瓊脂糖(Agarose)為膠體的基底(resin beads)，在瓊脂糖上修飾螯合劑亞氨基二乙酸(iminodiacetic acid, IDA)或氨三乙酸(nitrilotriacetic acid, NTA)，此時膠體即可螯合二價或三價的金屬離子，例如鎳離子、鈷離子、銅離子及鐵離子。組氨酸標籤親和性層析膠體最常搭配的二價離子為鎳離子，螯合上鎳離子的膠體稱為Ni-chelate, Ni-IDA 或 Ni-NTA 膠體。
由於組氨酸上的咪唑官能基帶有局部負電荷，故組氨酸標籤能與被膠體螯合住的金屬離子產生異性電荷相吸力，因此帶有組氨酸標籤的蛋白質即可被膠體吸附，其餘宿主的蛋白質因無法吸附所以被流洗掉，接著用含有150-300mM的咪唑(Imidazole)溶液將重組蛋白洗出，達到純化的效果。

## 偵測
組氨酸標籤可以作為抗原，故可利用抗體偵測帶有組氨酸標籤的重組蛋白。廣泛用於酵素結合免疫吸附分析法（ELISA）及西方墨點法（western blotting）等免疫分析方法。亦可利用含有金屬離子的螢光染劑，將聚丙烯醯胺凝膠膠體染色。

## 固著
帶有組氨酸標籤的蛋白質，可固著(immobilization)於有鎳離子或鈷離子塗層之微量滴定板(microtiter plate)或是蛋白質晶片上。 